# الهلام العضوي
[بحاجة لمصدر]

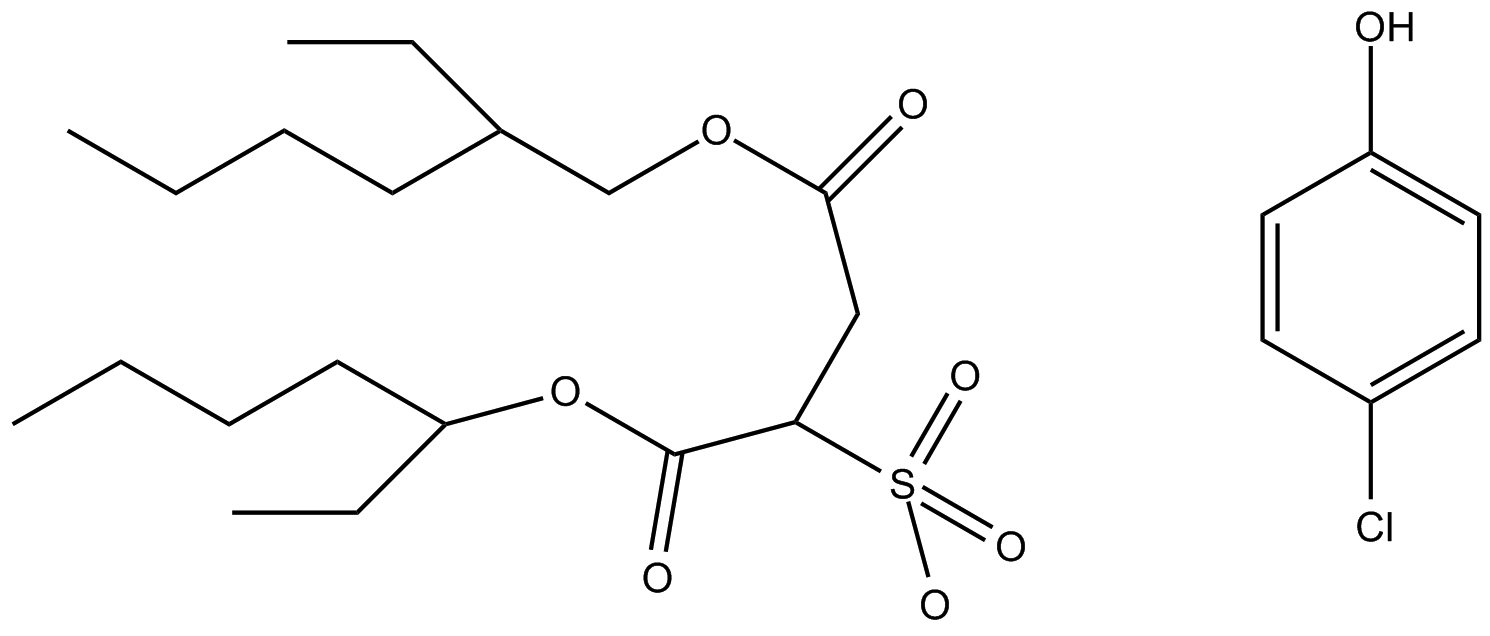
المولدات العضوية LMW

الهلام العضوي (بالإنجليزية: Organogels)‏ أحد أصناف الموادّ الهلاميّة التي تتكون من مادّة عضويّة في حالتها السائلة داخل شبكة مترابطة ثلاثيّة الأبعاد. ويمكن أن يتكون الجل العضوي بطريقتين: الأولى تكوين شبكة هلاميّة تقليديّة عن طريق البلمرة. هذه الطريقة تحوّل السائل الخام الذي يتكوّن من جزيئات أحادية أو مونميرات والذي يحتوي على مواقع تفاعل نشطة إلى سلسلة متعددة الجزيئات أو بولميرية التي تنمو وتتحول إلى شبكة أحاديّة الرابطة التساهميّة.
عند تركيز معيّن يسمى التركيز الحرج «أو نقطة الهلام»، تصبح الشبكة الهلاميّة كبيرة إلى حد كافٍ حتى تُظهِر صفات فيزيائيّة هلاميّة ترى بالعين المجرّدة: شبكة صلبة واسعة المدى دائمًا، لا تمتلك حالة ثابتة للجريان، انسيابيّة تشبه انسيابيّة المواد الصّلبة.
الهلام العضويّ ذو الكتلة الجزيئية المنحفضة ممكن أيضًا أن يُصمم لتكوين هلام بالترتيب الذاتي.
تتسبب القوى الثانويّة مثل van der waals أو الرابطة الهيدروجينية في تجمع الجزيئات الأحاديّة «مونميرات» في شبكة غير مرتبطة برابطة تساهميّة والتي تبقى كمذيب عضوي، وعندما تكبر الشبكة تُظهِر صفات فيزيائية هلاميّة. الطريقتين تؤديان إلى تكوين هلام يعرف بالهلام العضويّ.

طريقة تكوّن الهلام تؤثر بشكل كبير على خصائص الهلام العضوي. لإن المواد الأوليّة ذات المجموعات الوظيفية المتعددة تتبلمر إلى شبكة ذات روابط c-c تساهمية (بمعدل 85 كيلوكالوري/ مول) أقل استقرارًا. الباحثون في الجانب النظري أيضًا يواجهون صعوبات في التنبؤ بمعاملات التكوّن المميزة، مثل نقطة الهلام ووقت التكوّن، بمعادلة واحدة وبسيطة.
نقطة الهلام، نقطة الانتقال من محلول بوليمر إلى هلام، هي دالة لمدى التفاعل أو نسبة المجموعات الوظيفية المتفاعلة.
وقت تكوّن الهلام هو الفترة الزمنية بين بداية التفاعل - بالتسخين، وإضافة المحفز في نظام سائل، وما إلى ذلك - ونقطة الهلام.
حققت النظريات الحركية والإحصائية الرياضيّة نجاحًا نسبيًّا في التنبؤ بمعاملات تكوين الهلام. لم يتم بعد تطوير نظرية بسيطة ودقيقة وقابلة للتطبيق على نطاق واسع.
سيناقش ما يلي أولاً تفاصيل تكوين الهلام العضوي ومتغيرات معاملات التكوّن المميزة من حيث صلتها بالهلام الهضوي.

تكوين الهلام العضوي :
إن صياغة نظريّة دقيقة لتكوين الهلام تتنبأ بشكل صحيح بمعاملات التكوّن (مثل الوقت والمعدل والبنية) لمجموعة واسعة من المواد مطلوبة بشدة لأسباب تجارية وفكرية. كما ذكرنا سابقًا، غالبًا ما يحكم الباحثون على نظريات الهلام بناءً على قدرتهم على التنبؤ بدقة بنقاط الهلام. تعمل الطرق الحركية والإحصائية على نموذج تكوين الهلام بمناهج رياضية مختلفة. فمنذ عام 2014، استخدم معظم الباحثين طرقًا إحصائية، حيث أن المعادلات المشتقة أقل تعقيدًا وتحتوي على متغيرات يمكن ربط وسائط فيزيائية محددة بها، مما يساعد في تحليل نظرية تكوين الهلام. أدناه، نقدم النظرية الإحصائية الكلاسيكية Flory-Stockmayer (FS) لتشكيل الهلام.
هذه النظرية، على الرغم من بساطتها، وجدت استخدامًا واسع النطاق. ويرجع ذلك في جزء كبير منه إلى الزيادات الطفيفة في الدقة التي توفر استخدام طرق أكثر تعقيدًا، وكونه نموذجًا عامًا يمكن تطبيقه على العديد من أنظمة الهلام. تم أيضًا اشتقاق نظريات تكوين الهلام الأخرى بناءً على تقديرات كيميائية مختلفة. ومع ذلك، فإن نموذج FS يتمتع ببساطة أفضل، وقابلية تطبيق واسعة، ودقة أفضل، ويظل الأكثر استخدامًا.
النهج الحركي
النهج الحركي (أو التخثر) يحافظ على سلامة جميع الهياكل التي تم إنشاؤها أثناء تكوين الشبكة. وبالتالي، يجب إنشاء مجموعة لا حصر لها من معادلات المعدل التفاضلي (واحدة لكل بنية ممكنة، والتي يوجد منها بشكل غير محدود) من أجل معالجة أنظمة الهلام بشكل حركي. وبالتالي، يمكن الحصول على حلول دقيقة للنظريات الحركية للأنظمة الأساسية فقط. ومع ذلك، يمكن إعطاء إجابات رقميّة للأنظمة الحركية عبر طرق مونت كارلو. بشكل عام، تؤدي المعالجات الحركية لنتائج تكوّن الهلام إلى مجموعات كبيرة وغيرعملية وكثيفة من المعادلات التي تعطي إجابات ليست أفضل بشكل ملحوظ من تلك التي قدمها النهج الإحصائي. العيب الرئيسي للنهج الحركي هو أنه يتعامل مع الهلام على أنه أساسًا جزيء واحد، صلب، وعملاق، ولا يمكنه محاكاة الهياكل المميزة للمواد الهلامية مثل السلاسل المرنة والمتدلية بشكل نشط. معظم النماذج الحركية لم تعد صالحة للاستخدام نظرًا لإن المعادلات تصبح غير متقنة في الاستخدام اليومي. ومع ذلك، يتم توجيه القراء المهتمين إلى الأوراق التالية لمزيد من القراءة حول نموذج حركي محدد.
النهج الإحصائي
النهج الإحصائي يُظهر تغير الطور من السائل إلى الهلام كعملية موحدة في جميع أنحاء السائل. أي أن تفاعلات البلمرة تحدث في جميع أنحاء المحلول، مع وجود فرصة متساوية لحدوث كل تفاعل.  تحاول النظريات الإحصائية تحديد نسبة إجمالي الروابط المحتملة التي يجب إجراؤها قبل ظهور شبكة بوليمر غير محدودة. واستندت النظرية الإحصائية الكلاسيكية التي طورها فلوري لأول مرة إلى افتراضين حاسمين.
1.     لا تحدث تفاعلات داخلية جزيئية. أي أنه لا توجد جزيئات حلقية تتشكل أثناء البلمرة التي تؤدي إلى تكوين الهلام
2.     كل وحدة تفاعلية لها نفس النشاط التفاعلي بغض النظر عن العوامل الأخرى. على سبيل المثال، المجموعة التفاعلية أ على 20 مير (بوليمر مع 20 وحدة مونومر) لها نفس تفاعلية المجموعة أ الأخرى على 2000 مير.
باستخدام الافتراضات المذكورة أعلاه، دعونا نفحص تفاعل البلمرة المتجانسة الذي يبدأ من مونومر واحد مع مجموعات z  الوظيفية مع كسر p من جميع الروابط الممكنة التي تم تشكيلها بالفعل. يتبع البوليمر الذي نصنعه شكل شجرة كايلي أو بنية بيثية - المعروفة في مجال الميكانيكا الإحصائية. يتم تحديد عدد الفروع من كل عقدة بعدد المجموعات الوظيفية، z ، على المونومر الخاص بنا. بينما نتبع التفرعات، نريد أن يكون هناك دائمًا مسار واحد على الأقل يؤدي إلى الأمام، لأن هذه هي حالة بوليمر شبكة لانهائية. في كل عقدة، توجد مسارات محتملة لـ z-1، حيث تم استخدام مجموعة وظيفية واحدة لإنشاء العقدة. احتمال إنشاء واحد على الأقل من المسارات الممكنة هو.(z-1) p
نظرًا لأننا نريد شبكة لا نهائية، فنحن نطلب في المتوسط (z-1) p ≥ 1 لضمان مسار طويل غير محدود. لذلك، يتوقع نموذج FS أن تكون النقطة الحرجة:(pc)

فيزيائيًا، pc  هو نسبة كل الروابط المحتملة التي يمكن تكوينها. لذا فإن pc = 1/2 تعني أن النقطة الأولى في الوقت الذي يمكن ان تتكون فيه شبكة غير محدودة ستكون عندما ½ الروابط من جميع الروابط الممكنة قد صنعتها المونومرات.
تُشتق هذه المعادلة للحالة البسيطة لمونومر ذاتي التفاعل مع نوع واحد من مجموعة التفاعل أ.
لقد تم تحسين نموذج Flory بواسطة Stockmayer ليشمل المونومرات متعددة الوظائف. ومع ذلك، تم الاحتفاظ بنفس الافتراضين. وهكذا، أصبحت نظرية الهلام الإحصائية الكلاسيكية تُعرف باسم Flory-Stockmayer (FS).
يعطي نموذج FS المعادلات التالية لنظام بوليمر ثنائي الوظيفة، ويمكن تعميمه على الوحدات الفرعية بأي مقدار من الفعالية باتباع الخطوات التي وضعها Stockmayer.

حيثpA و pB هما  نسبة جميع الروابط A و B المحتملة على التوالي، و r (التي يجب أن تكون أقل من 1) هي نسبة المواقع التفاعلية من A و B على كل مونومر. إذا كانت التراكيز المبدأيّة للمواقع التفاعلية A و B هي نفسها، فيمكن عندئذٍ تكثيف pApB إلى pgel2 ويمكن العثور على قيم لنِسبة جميع الروابط التي ستتشكل فيها شبكة لانهائية.

يتم تعريف fA و fB على النحو الوارد أعلاه، حيث NAi هي عدد مولات Ai التي تحتوي على مجموعات وظيفية fAi لكل نوع من جزيء A الوظيفي. يتم الحصول على تعميم لهذه النتائج على المونومرات ذات الأنواع المتعددة من المجموعات الوظيفية باستخدام نظرية الرسم البياني العشوائي للتكوّن الجل.

العوامل المؤثرة على تكوين الهلام
عادة، يتم تصنيع المواد الهلامية عبر معالجة هلام - محلول معلّق، وهي تقنية كيميائية رطبة تشتمل على محلول معلّق (sol) يعمل بمثابة مقدمة لشبكة متكاملة (هلام). هناك آليتان محتملتان حيث يتشكل الهلام العضوي اعتمادًا على التفاعلات الفيزيائية بين الجزيئات، وهي الألياف المملوءة بالسوائل وآلية الألياف الصلبة. يكمن الاختلاف الرئيسي في المواد الأولية، أي المؤثر السطحي  في المذيب الغير قطبي مقابل المواد العضوية الصلبة المكونة للهلام في المذيب الغير قطبي.
يشكل خليط المؤثرات السطحيّة أو المؤثر السطحي مذيلات عكسية عند مزجه بمذيب غير قطبي. تتشكل مصفوفة الألياف السائلة عند إضافة مذيب قطبي (مثل الماء) إلى المذيلات العكسية لتشجيع تكوين هياكل المذيلات العكسية الأنبوبية.
مع إضافة المزيد من المذيبات القطبية، تتمدد المذيلات العكسية وتتشابك لتشكل هلام عضوي. من ناحية أخرى، تكوين الهلام عبر مصفوفة من الألياف الصلبة يكون عندما يتم تسخين خليط من مولدات الهلام العضوي في مذيب قطبي لإعطاء محلول غير قطبي من موّلدات الهلام العضوي ثم يتم تبريده إلى ما دون حد قابلية الذوبان لموّلدات الهلام العضوي. تترسب موّلدات الهلام العضوي كألياف، وتشكل شبكة ثلاثية الأبعاد تقوم بعد ذلك بشل حركة المذيب غير القطبي لإنتاج الهلام العضوي . يسرد الجدول 1 نوع موّلدات الهلام العضوي وخصائص الهلام العضوي المصنّع.

الجدول 1. أنواع موّلدات الهلام العضوي وخصائص الهلام العضوي الخاص بها

الجدول:
| انواع موّلدات الهلام العضوي                                                  | خصائص مولدات الهلام العضوي                                     | خصائص الهلام العضوي المصنع            |
| مشتقات 4-رباعي البيوتل-1-اريل سايكلوهكسانول                                 | صلبة في درجة حرارة الغرفة ذوبان منخفض في مذيب غير قطبي         | شفاف أو عكر حسب نوع المذيب غير القطبي |
| بوليمرات مثل (بولي ايثلين جلايكول) بولي كاربونات، بولي ايستر، بولي الكايلين | درجة حرارة معالجة منخفضة للهلام المعلّق                         | قوة هلام جيدة                         |
| جيميني جيلاتور (مثل N-lauroyl-L-lysine ethyl ester)                         | قدرة عالية على تجميدحركة المذيبات غير القطبية                  | _____                                 |
| Boc-Ala(1)-Aib(2)-ß-Ala(3)-OMe (تراي ببتايد صناعي)                          | قادرة على التجميع الذاتي                                       | حراريًا شفاف                           |
| الجيلاتين منخفض الوزن الجزيئي (مثل الأحماض الدهنية والألكانات n)            | قدرة عالية على تجميد المذيبات غير القطبية بتركيزات صغيرة (<2٪) | خصائص ميكانيكية جيدة                  |

تختلف أوقات تكوّن الهلام اعتمادًا على موّلدات الهلام العضوي والوسط. يمكن أن يعزز أو يؤخر تكون الهلام من خلال التأثير على التجميع الذاتي الجزيئي لمُوّلدات الهلام العضوي في النظام. فالتجميع الذاتي الجزيئي هو عملية تعتمد فيها الجزيئات ترتيبًا محددًا دون توجيه أو تحكم من مصدر خارجي. قد تخضع مولدات الهلام العضوي لتفاعلات فيزيائية أو كيميائية لتكوين هياكل ليفية ذاتية التجميع تتشابك فيها مع بعضها البعض، مما يؤدي إلى تكوين بنية شبكة ثلاثية الأبعاد. يُعتقد أن التجميع الذاتي تحكمه التفاعلات غير التساهمية، مثل الرابطة الهيدروجينية، والقوى الكارهة للماء، وقوى فان دير فال، والتفاعلات π-π ، إلخ.
على الرغم من أن التجميع الذاتي الجزيئي لم يتم فهمه بشكل كامل حتى الآن، فقد أثبت الباحثون من خلال تعديل جوانب معينة من النظام، أن المرء قادر على تعزيز أو تثبيط التجميع الذاتي في جزيئات مولدات الهلام العضوي.
تشمل العوامل التي تؤثر على تكوّن الهلام على سبيل المثال لا الحصر:
·      التراكيب الجزيئية لمولدات الهلام العضوي - على سبيل المثال مجموعات وظيفية
·      خصائص الوسط - الرقم الهيدروجيني، تفاعلات جزيء المذيب أو قابلية الذوبان ودرجة الحرارة وطول سلسلة المذيب.
يمكن تقسيم المُوَلِدات العضوية إلى مجموعتين بناءً على ما إذا كانت تشكل روابط هيدروجينية أم لا. حيث تشتمل مولدات الهلام العضوي المكونة لرابطة الهيدروجين على الأحماض الأمينية / الأميدات / شقوق اليوريا والكربوهيدرات بينما تشتمل العوامل العضوية المكونة للرابطة غير الهيدروجينية مثل التراص (π-π) على جزيئات أنثراسين وأنثراكينون والستيرويد. وتلعب الذائبيّة/ أو تفاعلات جزيء المذيب دورًا مهمًا في تعزيز التجميع الذاتي لعامل العضوية. الباحث هيرست أظهر أن قابلية الذوبان لمولدات الهلام العضوية في الأوساط يمكن تعديلها عن طريق ضبط مجموعات الحماية الطرفية لمولدات الهلام العضوية، والتي بدورها تتحكم في نقطة الهلام والتركيزات التي يحدث عندها التشابك (انظر الجدول 2 للحصول على البيانات). مولدات الهلام العضوي ذات القابلية العالية للذوبان في الوسط تظهر تفضيلًا أقل للتشابك. مولدات الهلام العضوي هذه (الشكل 1) أقل فعالية وتتطلب تركيزات إجمالية أعلى لبدء العملية. بالإضافة إلى ذلك، تعدل تفاعلات جزيء المذيب أيضًا مستوى التجميع الذاتي. هذا ما أظهره هيرست وآخرون. في نموذج الربط بالرنين المغناطيسي النووي وكذلك في نتائج] SAXS / SANS 22[.
غارنر وآخرون اكتشفوا أهمية هياكل مولد الهلام العضوي باستخدام مشتقات 4-tertbutyl-1-aryl cy-clohexanol  التي توضح أن مجموعة فينيل في التريب المحوري تحفز التكوُّن الهلامي، على عكس المشتقات التي تحتوي على مجموعة فينيل في الترتيب الاستوائي. يمكن أن تحفز مولدات الهلام العضوي البوليمرية تكوّن الهلام حتى في تركيزات منخفضة جدًا (أقل من 20 جم / لتر) ويمكن تخصيص قدرة التجميع الذاتي عن طريق تعديل التركيب الكيميائي للعمود الفقري للبوليمر.

الشكل 1. مولدات هلام عضوي مع مجموعات محيطية مختلفة، بنزيل كاربامات (Z) أو بيوتيل كاربامات (Boc)، في مواقع مختلفة من الجزيئات. مقتبس من مرجع 22.

الجدول 2.
الذائبية الناتجة من boc& z في مواضع مختلفة من الجزئ مأخوذ من hirst et al
|       | ΔHdiss, كيلو جول mol−1 | ΔSdiss, جول مول−1 K−1 | الذائيية على درحة حرارة 30 cْ، مل مول |
| 4-Boc | 44.7                   | (1.5) 119             | 31 (5)b                              |
| 2-εZ  | 101.3                  | (1.7) 286             | (6) 3 (0.5)b                         |
| 2-αZ  | 102.6                  | (4.3) 259             | (0.1)b                               |
| 4-Z   | 106.4                  | (3.5) 252             | (0.017)c                             |

(a) الأرقام الواردة بين قوسين تشير إلى الخطأ المرتبط. كان المذيب تولوين.
(b) تحسب مباشرة من قياسات
1H-NMR عند 30 درجة مئوية.
(c) محسوبة من استنباط مخطط فانت هوف البياني
بتفاعلات جزيء المذيب، يمكن للمرء تعزيز التجميع الذاتي الجزيئي لمُولد الهلام العضوي وبالتالي تكوين الهلام. على الرغم من أن هذا هو النهج المتبع تقليديًا، إلا أن له قيودًا. لا توجد حتى الآن نماذج موثوقة تصف تكوين الهلام لجميع أنواع مولدات الهلام العضوية في جميع الأوساط.
يتمثل النهج البديل في تعزيز التجميع الذاتي عن طريق إحداث تغييرات في التفاعلات بين الجزيئات، مثل مصاوغة أزمرة مقرون-مفروق (cis-trans)، والرابطة الهيدروجينية، وتفاعلات التراص π-π بين المرسل والمستقبل، والتفاعلات الكهروستاتيكية، إلخ. ماتسوموتو وآخرون [24] وهيرست وآخرون [25] قد وثقوا في تقريرهم عن تكوين الهلام باستخدام المصاوغة  المستحثة بالضوء وعن طريق دمج الإضافات في النظام للتأثير على التعبئة الجزيئية، على التوالي.

ماتسوموتو وآخرون [24] استخدموا ضوء الأشعة فوق البنفسجية لتحفيز عملية مصاوغة مقرون-مفروق (cis-trans) الضوئية لوحدات أميد الفوماريك مما يتسبب في التجميع الذاتي أو التفكيك إلى مادة هلامية أو المحلول المعلّق المقابل، على التوالي (انظر الشكل 2). من ناحية أخرى، قدم هيرست وزملاؤه نظامًا مكونًا من مكونين، حيث أدى إدخال مكون ثان في النظام إلى تغيير سلوك مولدات الهلام. كان هذا قد تحكم بشكل فعال في عملية التجميع الذاتي الجزيئي.

الشكل 2. مثال على عملية مصاوغة مقرون مفروق  (cis-trans) الضوئية  عندما يكون الجزيء مضاءً. يظهر تأثير الإضاءة على الجزيئات أيضًا بشكل دقيق وكذلك مجهري. مقتبس من ماتسوموتو وآخرون. [24]
Chen et al.
العالم شين وآخرون [19] صمموا نظامًا يخضع للتجميع الذاتي عن طريق إحداث تغييرات في التفاعلات بين الجزيئات. لقد استخدموا عملية التسوية التي يسببها الأكسدة لتحفيز التجميع الذاتي لمولدات الهلام  وتكوين لهلام من خلال تفاعل المتبرع والمتقبل π التراص. الجزء المثير للاهتمام هو أن كلا من المؤكسدات القوية مثل نترات الأمونيوم السيريوم (IV) والمؤكسدات الضعيفة مثل أكسيد النيتريك يمكن أن تحفز التكوّن. يوضح الشكل 3 أكسدة ثنائي هيدروبيريدين المحفز / الناجم عن أكسيد النيتريكل .تم استخدام أكسيد النيتريك كمحلل أو دلالة حيوية لاكتشاف الأمراض، ولا شك أن اكتشاف دور أكسيد النيتروجين في نظام الهلام الذي يسببه التحليل قد فتح أبوابًا جديدة لعالم الاستشعار الكيميائي.
الشكل 3. أكسدة ديهيدروبيريدين. كان المنتج المتكون معتمًا وشبيهًا بالهلام. مقتبس من Chen et al. [19]

الوصف

توصف المواد الهلامية من منظورين مختلفين. أولاً، يتم تحديد البنية الفيزيائية للهلام. ويتبع ذلك توصيف الخصائص الميكانيكية للهلام. ويؤثر الأول بشكل عام على الخواص الميكانيكية للمواد الهلامية.

التوصيف الفيزيائي
المسح التفريقي ذو السعرات (DSC)  
هذه تقنية موثوقة لقياس قوة التفاعلات بين الجزيئات في المواد الهلامية. تتناسب قوة شبكة الهلام مع حجم التغير في المحتوى الحراري ΔH .(ΔH) تعني الشبكة أكثرارتباطًا بإحكام بينما قيمة الطاقة الداخلية الكامنة الأقل تعني ان قيمة الشبكة مكونة من روابط أضعف.

المجهري
هناك العديد من طرق الفحص المجهري لتحديد هياكل الهلام والتي تشمل SEM و .TEM يمكن أن يؤدي استخدام التقنيات المجهرية إلى تحديد المعاملات الفيزيائية لمصفوفة الهلام مباشرة. وتشمل هذه قياسات قطر المسام وسماكة الجدار وشكل شبكة الهلام. يمكن أن يميز استخدام SEM بين المواد الهلامية التي تحتوي على شبكة ليفية على عكس تلك التي تحتوي على بنية متشابكة ثلاثية الأبعاد. وتجدر الإشارة إلى أن تقنيات الفحص المجهري قد لا تسفر عن نتائج دقيقة من الناحية الكمية. إذا تم استخدام افراغ عالي أثناء التصويرالمجهري، فيمكن إزالة مذيب السائل من سلالة المصفوفة الهلامية إلى الهلام مما يؤدي إلى تشوه فيزيائي. ويمكن أن يؤدي استخدام SEM البيئي، الذي يعمل تحت ضغوط أعلى، إلى الحصول على صور عالية الجودة.
التشتت
طريقتان من تقنيات التشتت لقياس معاملات الهلام بشكل غير مباشر هما تشتت الأشعة السينية بزاوية صغيرة (SARS / SAXS)  وتشتت النيوترونات الصغيرة الزاوية .(SANS) يعمل ال SARS تمامًا مثل تشتت الأشعة السينية (XRD) باستثناء الزوايا الصغيرة (0.1-10.0 درجة) المستخدمة. التحدي والصعوبات مع الزوايا الصغيرة هو عملية فصل نمط التشتت عن الحزمة الرئيسية. في SANS ، تكون العملية كما هي في SARS فيما عدا أنه يتم استخدام حزمة نيوترونية بدلاً من حزمة الأشعة السينية. وتتمثل إحدى ميزات استخدام حزمة نيوترونية بدلاً من حزمة الأشعة السينية في زيادة نسبة الإشارة إلى الضوضاء. كما أنه يوفر القدرة على وسم النظائر لأن النيوترونات تتفاعل مع النوى بدلاً من الإلكترونات. ومن خلال تحليل نمط التشتت يمكن الحصول على معلومات مباشرة حول حجم المادة. حيث يوفر كل من SARS و SANS بيانات مفيدة على المقياس الذري عند 50-250 و10-1000 على التوالي. وهذه المسافات مناسبة تمامًا لدراسة المؤشرات الفيزيائية للمواد الهلامية.

وصف الخواص الميكانيكية

توجد طرق عديدة لوصف خصائص مادة الهلام. حيث يتم تلخيص هذه باختصار أدناه.

فجوة الكرة
يتم قياس صلابة أو قساوة الهلام عن طريق وضع كرة معدنية فوق المادة وتعتمد صلابة المادة على مقدار الفجوة التي تسببها الكرة.
مجهر القوة الذرية
تستخدم هذه التقنية نهجًا مشابهًا عند مقارنتها بفجوة الكرة فقط على نطاق صغير بشكل ملحوظ. حيث يتم إنزال الطرف في العينة ويسمح الليزر المنعكس عن الكابول بالحصول على قياسات دقيقة.
اختبار الشد أحادي المحور
في هذه التقنية، يتم قياس قوة الشد للهلام في اتجاه واحد. ويتضمن القياسان المهمان اللذان يجب إجراؤهما القوة المطبقة لكل وحدة مساحة ومقدار الاستطالة تحت قوة مطبقة معروفة. ويوفر هذا الاختبار معلومات حول كيفية استجابة الجل عند تطبيق قوة خارجية.

لزوجة مطاطية
نظرًا لدرجات متفاوتة من التشابك في الهلام،  فإن المواد الهلامية المختلفة تعرض خصائص مختلفة من المرونة اللزجة. وتخضع المادة التي تحتوي على خصائص اللزوجة المرنة لتغييرات لزجة ومرنة عند حدوث تشوه. حيث يمكن اعتبار اللزوجة انها عملية مرتبطة بالوقت الخاص بتغير حالة المادة إلى وضع أكثر راحة بينما المرونة هي عملية لحظية. الخصائص اللزجة المرنة للمواد الهلامية تعني أنها تخضع لتغييرات هيكلية تعتمد على الوقت المرتبط لاستجابةً التشوه المادي. هناك طريقتان لقياس اللزوجة المرنة هما التحليل الطيفي واسع النطاق للزوجة المرنة (BVS) والتحليل الطيفي بالموجات فوق الصوتية الرنانة .(RUS) في كلتا الطريقتين، يتم حل آلية التثبيط مع اختلاف التكرار والوقت من أجل تحديد الخصائص المرنة اللزجة للمادة.

## التطبيقات
يعتبر الهلام العضوي مفيد في تطبيقات مثل:
1. الوسط الموصل للدواء للمستحضرات الصيدلانية الموضعية والفموية.
2. الأوساط العضوية المستخدمة في مستحضرات التجميل.
3. مواد التنظيف لحفظ اللوحات الفن
4. كأوساط توصيل و/ أو مواد مغذيّة في المغذيات (الفيتامينات والمكملات)
5. الجزيئات في منتجات العناية الشخصية (الشامبو والبلسم والصابون ومعجون الأسنان وما إلى ذلك)
6. بديل الدهون البلورية في معالجة الأغذية.

مثال غير مرغوب فيه لتكوين الهلام العضوي هو تبلور الشمع في البترول.